# Myopotta
Myopotta is een geslacht van insecten uit de familie van de blaaskopvliegen (Conopidae), die tot de orde tweevleugeligen (Diptera) behoort.

## Soorten
- M. pallipes (Wiedemann in Meigen, 1824)
- M. rubripes (Villeneuve, 1909)